# Juan Bautista Azopardo
Juan Bautista Azopardo (en maltés: Ġann Patist Azzopardi, Senglea, Malta; 20 de febrero de 1772 - Buenos Aires, 23 de octubre de 1848) fue un militar y corsario maltés que luchó al servicio de Holanda, España y Argentina. Fue el primer jefe de una fuerza naval argentina.

## Biografía
El apellido original de la familia es Azzopardi, y varios miembros de su familia son actualmente prósperos comerciantes y empresarios de la isla de Malta. 

### Sus comienzos
Era hijo de Rosina (apellido de soltera, Romano) y Salvatore Azopardo. Estudió de muy joven construcciones navales en el arsenal francés de Tolón. Se desempeñó como corsario con patente de Holanda contra Inglaterra y con patente de España contra la misma nación.
Durante la guerra entre Holanda e Inglaterra sirvió en la goleta "The Hoop" y participó en la captura de la fragata inglesa Neptuno que arribó al puerto de Montevideo como presa el 21 de enero de 1804. La misma tenía 256 esclavos a bordo y el Capitán de Presa era el francés Hipólito Mordeille.
Su arribo al Río de La Plata se produjo durante los primeros años del siglo XIX.

### Invasiones Inglesas
Sirvió como Segundo Comandante de la Fragata Corsaria "Dromedario" de patente de Montevideo, cuyo capitán era el francés Hipólito Mordeille. En dicha nave se transportaron a Buenos Aires parte de las fuerzas de reconquista durante la primera de las Invasiones Inglesas, en 1806. Junto con su capitán y el resto de la tripulación del Dromedario realizaron con otras fuerzas el asalto final a la fortaleza de Buenos Aires, donde estaba el último bastión del general invasor William Carr Beresford.
Durante la Segunda Invasión Inglesa, en 1807, transportó la artillería por el río Paraná desde Olivos a Buenos Aires, para su defensa. Por su valor y arrojo, el gobierno español lo premió con el grado de teniente coronel de las Milicias Urbanas.
El 17 de noviembre de 1807, Santiago de Liniers le firmó en Buenos Aires la patente de corso para la goleta La Mosca. El armador fue Anselmo Sáenz Valiente. La patente venció en 1808, retirándose entonces Azopardo definitivamente de la actividad corsaria; el virrey Cisneros le retiró su cargo militar.

### Emancipación argentina
Se unió a las fuerzas criollas en la Revolución de Mayo de 1810, y se le repuso el grado militar.
Tras los resultados negativos en la campaña del Paraguay, Manuel Belgrano debió solicitar refuerzos a Buenos Aires para poder mantener la posición en dicha región. La Junta no podía franquearlos a través de Entre Ríos, por estar controlados los ríos por Gaspar de Vigodet y sus naves realistas. 
A fines de 1810 la Junta de Gobierno entregó al teniente coronel Azopardo el mando de la primera Armada Nacional, compuesta por tres naves, cuya misión sería proteger el avance de la expedición de refuerzos para Belgrano en sus operaciones en el Paraguay. Las naves de la pequeña escuadra eran la goleta Invencible, el bergantín 25 de Mayo y la balandra Americana, y su segundo comandante fue el capitán Hipólito Bouchard.
En el Combate de San Nicolás, el 2 de marzo de 1811, se vio obligado a enfrentar a una escuadra realista superior en naves y capacidad de fuego, y fue herido seriamente y hecho prisionero. En consecuencia, Belgrano debió firmar un acuerdo para abandonar el Paraguay.
Preso de los españoles, Azopardo fue trasladado primero a Montevideo y desde allí en la Fragata "Efigenia" a Cádiz, en cuya Cárcel Real permaneció casi 5 años, en medio de grandes penurias.
Conoció a una asidua visitante al penal, María Sandalia Pérez Rico, con quien se casó y tuvo su único hijo en 1814. Por orden del Secretario de Gobierno del Triunvirato porteño, el agente Andrés Arguibel intentó, con un subsidio mensual, aliviar o morigerar la pena. Sin embargo, las autoridades españolas, recelosas por una posible fuga, decidieron enviarlo a un régimen más riguroso en  Ceuta. Allí compartió prisión con Juan Bautista Túpac Amaru, hermano del inca Túpac Amaru. Fue, según relata en sus Apuntes, condenado tres veces a muerte y no se cumplieron esas sentencias. Casi cinco años más de prisión purgó en esa localidad del norte de África.
Tras la revolución de 1820, que culminó con el inicio del Trienio Liberal en España, se decidió la liberación de los independentistas americanos presos, con lo que Azopardo fue excarcelado.Debido a la inestable situación política, y tras despedirse de su esposa e hijo, embarcó hacia Buenos Aires. Su familia lo acompañaría casi dos años después.

### Guerra del Brasil y últimos años de servicio
Reconocido con el grado de coronel, entre 1821 y 1826 dirigió la capitanía del puerto de Buenos Aires. Compró una modesta vivienda en los fondos de la Iglesia de San Nicolás de Bari, en las actuales Corrientes y Libertad, la que sería, a la postre, su última morada.
El 3 de febrero de 1827 solicitó y obtuvo su retiro. No obstante, poco después se unió a la Guerra del Brasil, como comandante del bergantín General Belgrano y segundo del almirante Guillermo Brown. La escuadra argentina debió enfrentar a una armada brasileña cuantitativa y cualitativamente muy superior. Tras el primer combate, en Punta Colares, Brown exigió al gobierno la separación de varios jefes militares, entre ellos Azopardo, que fueron sometidos a un consejo de guerra el 16 de agosto de 1826.
En diciembre, el tribunal libró a los cuatro capitanes de culpa, considerando que habían actuado apropiadamente, y que una vez empeñado el combate lo habían sostenido, como demostraban sus bajas y los daños sufridos. No obstante, Azopardo no se reincorporó a la escuadra y permaneció alejado de las luchas políticas.
Falleció el 23 de octubre de 1848 en Buenos Aires.

## Homenajes
En San Nicolás de los Arroyos existe una columna erigida en su memoria: tiene 26 m de altura, está revestida en mármol travertino y se realizó con fondos federales para homenajear la Batalla Naval de San Nicolás. El diseño es del capitán de fragata Jorge Servetti Reeves, militar, arquitecto y escritor argentino que en la década de 1940 proyectó el Edificio Libertad, sede de la Armada Argentina. La columna tiene sobre sus laterales norte y sur textos en bajo relieve que exaltan las acciones navales allí ocurridas.
En dicho monumento, ubicado en calle Pellegrini y la Barranca, está sepultado el héroe, en una cripta ad hoc.
Cuatro buques de la Armada Argentina llevaron su nombre: remolcador y transporte Azopardo (1885), remolcador Azopardo (1922) y la fragata P-35 ARA Azopardo (1958). También los guardacostas PNA GC-11 Juan B. Azopardo (1961) y PNA GC-25 Azopardo (1983) de la prefectura naval (PNA).
También existe una punta que lleva su nombre en la provincia de Santa Cruz, en la Patagonia Argentina. En dicha punta existe una baliza de la Armada Argentina que lleva el mismo nombre.
Desde 1960 existe en Azul (Buenos Aires) el Arsenal Naval Azopardo.
En la ciudad de La Plata, la escuela primaria 121 lleva su nombre.
En la localidad costera de Mar de Ajó (Buenos Aires) existe una calle denominada Azopardo.